# Pararge orientalpina
Pararge orientalpina är en fjärilsart som beskrevs av Ruggero Verity 1927. Pararge orientalpina ingår i släktet Pararge och familjen praktfjärilar. Inga underarter finns listade i Catalogue of Life.